# Bärsån (naturreservat)
Bärsån är ett naturreservat i Sandvikens kommun i Gävleborgs län.
Området är naturskyddat sedan 1948 och är 10 hektar stort. Reservatet består av mest barrskog där bäcken Bärsån återfinns i reservatets östra del omgiven av björk, klibbal och sälg och av starrbevuxen våtmark i norr. I södra delen finns ett område med sumpskog.